# Mistrzostwa Świata w Hokeju na Lodzie 2014 (III Dywizja)
Mistrzostwa Świata w Hokeju na Lodzie III Dywizji 2014 zostały rozegrane w dniach 6 - 12 kwietnia w Luksemburgu. Był to trzynasty turniej trzeciej dywizji w historii tych mistrzostw.
W mistrzostwach Dywizji III uczestniczyło 6 zespołów. Reprezentacje zagrały systemem każdy z każdym. Pierwsza drużyna turnieju awansowała do mistrzostw świata Dywizji II Grupy B w 2015 roku. W turnieju po raz pierwszy od 1987 roku wystąpiła reprezentacja Hongkong.
Hala, w której odbyły się zawody:
- Patinoire de Kockelscheuer (Kockelscheuer)

Wyniki
| 6 kwietnia 2014 | Hongkong | 2:1 pk. | Zjednoczone Emiraty Arabskie | Patinoire de Kockelscheuer, Kockelscheuer |

| Szczegóły      | Szczegóły                              | Szczegóły                 | Szczegóły                | Szczegóły                                  |
| -------------- | -------------------------------------- | ------------------------- | ------------------------ | ------------------------------------------ |
| Godzina: 12:30 | Choi Ho. (EQ) 11:39 Wong Y. (SO) 65:00 | (1:1, 0:0, 0:0, 0:0, 1:0) | 15:53 (PP) O. Al-Shamisi | Widzów: 100 Sędzia główny: Valentin Lascar |
| Godzina: 12:30 | 14 min. kar                            |                           | 24 min. kar              | Widzów: 100 Sędzia główny: Valentin Lascar |

| 6 kwietnia 2014 | Korea Północna | 22:1 | Gruzja | Patinoire de Kockelscheuer, Kockelscheuer |

| Szczegóły      | Szczegóły | Szczegóły       | Szczegóły                   | Szczegóły                                  |
| -------------- | --- | --------------- | --------------------------- | ------------------------------------------ |
| Godzina: 16:00 | Kim H-j. (EQ) 06:13 Kim S-g. (EQ) 09:18 Ri C-m. (EQ) 10:31 Ri C-m. (SH) 15:10 Ri S-g. (EQ) 17:14 Kim M-c. (EQ) 18:29 Kim M-c. (EQ)20:14 Kim J-h. (EQ) 22:02 Ri S-g. (EQ) 23:33 Kim K-h. (EQ)24:17 Kim H-j. (EQ) 25:33 An C-h. (EQ) 33:03 Kim N-h. (EQ) 34:30 Kim N-h. (EQ) 35:26 Kim C-b. (EQ) 37:04 Ju S-h. (EQ) 41:42 Kim K-c. (EQ) 42:08 Ri C-j. (EQ) 43:52 Ju S-h. (EQ) 44:48 Kim H-j. (EQ)49:54 Kim H-j. (PP) 53:30 Kim J-h. (PP) 58:45 | (6:0, 9:0, 7:1) | 54:05 (EQ) G. Jeiranashvili | Widzów: 100 Sędzia główny: Igor Tsernyshov |
| Godzina: 16:00 | 8 min. kar |                 | 18 min. kar                 | Widzów: 100 Sędzia główny: Igor Tsernyshov |

| 6 kwietnia 2014 | Luksemburg | 5:8 | Bułgaria | Patinoire de Kockelscheuer, Kockelscheuer |

| Szczegóły      | Szczegóły   | Szczegóły       | Szczegóły  | Szczegóły                                   |
| -------------- | ----------- | --------------- | ---------- | ------------------------------------------- |
| Godzina: 19:45 |             | (2:3, 3:3, 0:2) |            | Widzów: 800 Sędzia główny: Tim Tzirtziganis |
| Godzina: 19:45 | 12 min. kar |                 | 8 min. kar | Widzów: 800 Sędzia główny: Tim Tzirtziganis |

| 7 kwietnia 2014 | Gruzja | 0:12 | Hongkong | Patinoire de Kockelscheuer, Kockelscheuer |

| Szczegóły      | Szczegóły   | Szczegóły       | Szczegóły  | Szczegóły                                    |
| -------------- | ----------- | --------------- | ---------- | -------------------------------------------- |
| Godzina: 12:30 |             | (0:4, 0:3, 0:5) |            | Widzów: 100 Sędzia główny: Tomislav Knežević |
| Godzina: 12:30 | 31 min. kar |                 | 8 min. kar | Widzów: 100 Sędzia główny: Tomislav Knežević |

| 7 kwietnia 2014 | Bułgaria | 11:5 | Zjednoczone Emiraty Arabskie | Patinoire de Kockelscheuer, Kockelscheuer |

| Szczegóły      | Szczegóły   | Szczegóły       | Szczegóły   | Szczegóły                                  |
| -------------- | ----------- | --------------- | ----------- | ------------------------------------------ |
| Godzina: 16:00 |             | (5:3, 5:1, 1:1) |             | Widzów: 100 Sędzia główny: Igor Tsernyshov |
| Godzina: 16:00 | 12 min. kar |                 | 18 min. kar | Widzów: 100 Sędzia główny: Igor Tsernyshov |

| 7 kwietnia 2014 | Korea Północna | 7:3 | Luksemburg | Patinoire de Kockelscheuer, Kockelscheuer |

| Szczegóły      | Szczegóły  | Szczegóły       | Szczegóły   | Szczegóły                                  |
| -------------- | ---------- | --------------- | ----------- | ------------------------------------------ |
| Godzina: 19:30 |            | (4:0, 3:0, 0:3) |             | Widzów: 850 Sędzia główny: Valentin Lascar |
| Godzina: 19:30 | 8 min. kar |                 | 20 min. kar | Widzów: 850 Sędzia główny: Valentin Lascar |

| 9 kwietnia 2014 | Bułgaria | 19:1 | Gruzja | Patinoire de Kockelscheuer, Kockelscheuer |

| Szczegóły      | Szczegóły  | Szczegóły        | Szczegóły   | Szczegóły                                   |
| -------------- | ---------- | ---------------- | ----------- | ------------------------------------------- |
| Godzina: 12:30 |            | (10:0, 4:1, 5:0) |             | Widzów: 100 Sędzia główny: Tim Tzirtziganis |
| Godzina: 12:30 | 4 min. kar |                  | 10 min. kar | Widzów: 100 Sędzia główny: Tim Tzirtziganis |

| 9 kwietnia 2014 | Korea Północna | 12:2 | Hongkong | Patinoire de Kockelscheuer, Kockelscheuer |

| Szczegóły      | Szczegóły   | Szczegóły       | Szczegóły   | Szczegóły                                  |
| -------------- | ----------- | --------------- | ----------- | ------------------------------------------ |
| Godzina: 16:00 |             | (3:2, 4:0, 5:0) |             | Widzów: 100 Sędzia główny: Igor Tsernyshov |
| Godzina: 16:00 | 18 min. kar |                 | 20 min. kar | Widzów: 100 Sędzia główny: Igor Tsernyshov |

| 9 kwietnia 2014 | Luksemburg | 8:1 | Zjednoczone Emiraty Arabskie | Patinoire de Kockelscheuer, Kockelscheuer |

| Szczegóły      | Szczegóły | Szczegóły       | Szczegóły                | Szczegóły                                    |
| -------------- | --- | --------------- | ------------------------ | -------------------------------------------- |
| Godzina: 19:30 | S. Backes (EQ) 08:17 M. Eriksson (EQ) 11:57 G. Scheier (EQ) 16:38 R. Scheier (PP) 18:15 B. Houdremont (PP) 26:20 B. Houdremont (PP) 30:20 R. Beran (PP) 30:33 B. Welter (EQ) 39:47 | (4:0, 4:0, 0:1) | 43:34 (PP) O. Al-Shamisi | Widzów: 850 Sędzia główny: Tomislav Knežević |
| Godzina: 19:30 | 22 min. kar |                 | 20 min. kar              | Widzów: 850 Sędzia główny: Tomislav Knežević |

| 11 kwietnia 2014 | Zjednoczone Emiraty Arabskie | 1:12 | Korea Północna | Patinoire de Kockelscheuer, Kockelscheuer |

| Szczegóły      | Szczegóły   | Szczegóły       | Szczegóły  | Szczegóły                                  |
| -------------- | ----------- | --------------- | ---------- | ------------------------------------------ |
| Godzina: 12:30 |             | (0:3, 1:4, 0:5) |            | Widzów: 100 Sędzia główny: Valentin Lascar |
| Godzina: 12:30 | 14 min. kar |                 | 6 min. kar | Widzów: 100 Sędzia główny: Valentin Lascar |

| 11 kwietnia 2014 | Hongkong | 1:6 | Bułgaria | Patinoire de Kockelscheuer, Kockelscheuer |

| Szczegóły      | Szczegóły   | Szczegóły       | Szczegóły   | Szczegóły                                    |
| -------------- | ----------- | --------------- | ----------- | -------------------------------------------- |
| Godzina: 16:00 |             | (1:1, 0:3, 0:2) |             | Widzów: 100 Sędzia główny: Tomislav Knežević |
| Godzina: 16:00 | 26 min. kar |                 | 12 min. kar | Widzów: 100 Sędzia główny: Tomislav Knežević |

| 11 kwietnia 2014 | Gruzja | 0:19 | Luksemburg | Patinoire de Kockelscheuer, Kockelscheuer |

| Szczegóły      | Szczegóły  | Szczegóły       | Szczegóły  | Szczegóły                                   |
| -------------- | ---------- | --------------- | ---------- | ------------------------------------------- |
| Godzina: 19:30 |            | (0:7, 0:6, 0:6) |            | Widzów: 850 Sędzia główny: Tim Tzirtziganis |
| Godzina: 19:30 | 4 min. kar |                 | 4 min. kar | Widzów: 850 Sędzia główny: Tim Tzirtziganis |

| 12 kwietnia 2014 | Bułgaria | 4:1 | Korea Północna | Patinoire de Kockelscheuer, Kockelscheuer |

| Szczegóły      | Szczegóły                                                                           | Szczegóły       | Szczegóły            | Szczegóły                                   |
| -------------- | ----------------------------------------------------------------------------------- | --------------- | -------------------- | ------------------------------------------- |
| Godzina: 12:30 | I. Hodułow (EQ) 36:01 A. Jotow (EQ) 39:10 A. Jotow (EQ) 46:18 I. Hodułow (PP) 53:55 | (0:1, 2:0, 2:0) | 06:19 (EQ) Hong C-r. | Widzów: 500 Sędzia główny: Tim Tzirtziganis |
| Godzina: 12:30 | 30 min. kar                                                                         |                 | 16 min. kar          | Widzów: 500 Sędzia główny: Tim Tzirtziganis |

| 12 kwietnia 2014 | Zjednoczone Emiraty Arabskie | 6:1 | Gruzja | Patinoire de Kockelscheuer, Kockelscheuer |

| Szczegóły      | Szczegóły   | Szczegóły       | Szczegóły   | Szczegóły                                  |
| -------------- | ----------- | --------------- | ----------- | ------------------------------------------ |
| Godzina: 16:00 |             | (1:0, 3:1, 2:0) |             | Widzów: 500 Sędzia główny: Igor Tsernyshov |
| Godzina: 16:00 | 22 min. kar |                 | 30 min. kar | Widzów: 500 Sędzia główny: Igor Tsernyshov |

| 12 kwietnia 2014 | Luksemburg | 8:0 | Hongkong | Patinoire de Kockelscheuer, Kockelscheuer |

| Szczegóły      | Szczegóły   | Szczegóły       | Szczegóły   | Szczegóły                                  |
| -------------- | ----------- | --------------- | ----------- | ------------------------------------------ |
| Godzina: 19:30 |             | (5:0, 0:0, 3:0) |             | Widzów: 900 Sędzia główny: Valentin Lascar |
| Godzina: 19:30 | 39 min. kar |                 | 18 min. kar | Widzów: 900 Sędzia główny: Valentin Lascar |

Tabela
| Lp. | Zespół                       | M | Z | Zd | Pd | P | G+ | G- | +/- | Pkt |
| --- | ---------------------------- | - | - | -- | -- | - | -- | -- | --- | --- |
| 1   | Bułgaria                     | 5 | 5 | 0  | 0  | 0 | 48 | 13 | +35 | 15  |
| 2   | Korea Północna               | 5 | 4 | 0  | 0  | 1 | 54 | 11 | +43 | 12  |
| 3   | Luksemburg                   | 5 | 3 | 0  | 0  | 2 | 43 | 16 | +27 | 9   |
| 4   | Hongkong                     | 5 | 1 | 1  | 0  | 3 | 17 | 27 | -10 | 5   |
| 5   | Zjednoczone Emiraty Arabskie | 5 | 1 | 0  | 1  | 3 | 14 | 34 | -20 | 4   |
| 6   | Gruzja                       | 5 | 0 | 0  | 0  | 5 | 3  | 78 | -75 | 0   |

      = awans do II dywizji, grupa B       = pozostanie w III dywizji